# 1488년

## 연호
- 명(明) 홍치(弘治) 원년
- 일본(日本) 조쿄(長享) 2년
- 후 레 왕조(後黎朝) 홍득(洪德) 19년

## 기년
- 류큐(琉球) 쇼신왕(尚真王) 12년
- 명(明) 효종 홍치제(孝宗 弘治帝) 원년
- 조선(朝鮮) 성종(成宗) 19년
- 후 레 왕조(後黎朝) 성종(聖宗) 29년

## 사건
- 바르톨로뮤 디아스, 희망봉 정복

## 탄생
- 4월 25일 - 조선의 제11대 국왕 중종. (~1544년)

### 미상
- 조선 전기의 서예가, 문신 김구.

## 사망

### 미상
- 조선 초기의 문신 서거정. (1420년~)